# Panic (The Smiths)
Panic is een single van de Britse alternatieve rockgroep The Smiths. De single werd uitgebracht op 21 juli 1986 en verscheen het volgende jaar op het verzamelalbum The world won't listen. De single bereikte de 11e plaats op de UK Singles Chart.

## Achtergrond
Op 26 april 1986 vond de Kernramp van Tsjernobyl plaats en volgden Morrissey en Johnny Marr het nieuws op BBC Radio 1. Na afloop van het nieuwsbericht schakelde diskjockey Steve Wright abrupt over naar de luchtige single I'm your man van Wham!. Morrissey en Marr waren hier zo woest over dat ze besloten een aanklacht te schrijven tegen de oppervlakkige popmuziek van de jaren 80. In de tekst heerst er paniek in de grote steden van het land en doet Morrissey een oproep om discotheek te verbranden en de diskjockey op te hangen, met als motivatie dat "de muziek die ze constant draaien; het zegt me niets over mijn leven." Steve Wright maakte geen bezwaar tegen de tekst en stelde zelf voor om het podium met de groep te delen voor een optreden van Panic, maar werd afgewezen.
De gitaarpartij werd door Marr overgenomen van het nummer Metal Guru van T. Rex. Op verzoek van Morrissey verzamelde producent John Porter enkele kinderen van een nabije basisschool, die in koor meezingen met het slotrefrein "Hang the DJ!"
Panic maakt onderdeel uit van een grap uit de horrorkomediefilm Shaun of the Dead, als het slaapdronken hoofdpersonage Shaun tijdens het zappen een toevallige geluidscollage maakt die hem attendeert op een zombie-uitbraak.

## Nummers
| Nr. | Titel           | Duur |
| --- | --------------- | ---- |
| 1.  | Panic           | 2:19 |
| 2.  | Vicar in a tutu | 2:21 |

| Nr. | Titel            | Duur |
| --- | ---------------- | ---- |
| 1.  | Panic            | 2:19 |
| 2.  | Vicar in a tutu  | 2:21 |
| 3.  | The draize train | 5:10 |

## Bezetting
- Morrissey - zang
- Johnny Marr - gitaar
- Andy Rourke - basgitaar
- Mike Joyce - drumstel
- Craig Gannon - slaggitaar